# Henriette Walter
Pour les articles homonymes, voir Walter.
Henriette Walter, née le 5 mars 1929 à Sfax (Tunisie), est une linguiste française, professeure émérite de linguistique à l'université Rennes-II à Rennes, et directrice du laboratoire de phonologie à l'École pratique des hautes études à la Sorbonne. Elle a rédigé des ouvrages de linguistique très spécialisés aussi bien que des ouvrages de vulgarisation (Le français d’ici, de là, de là-bas).
Elle est la mère de l'historien de l'art Hector Obalk.

## Biographie

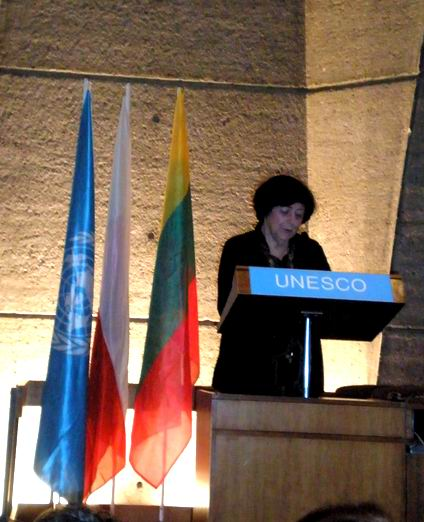
Henriette Walter à la tribune de l’UNESCO (2008)

Henriette Saada est née en Tunisie d’une mère française et d’un père d’origine italienne. 
Elle apprend très vite à manier les langues : elle parlait le français à la maison et l’italien à l’école, et elle entendait l’arabe et le maltais dans la rue. Du fait qu'elle souffrait d'une myopie importante, elle affina son ouïe par réaction. Elle a déclaré : « Toute petite, j’aimais l’idée qu’un objet puisse avoir plusieurs noms, que les émotions puissent s’exprimer d’une manière différente. » Elle parvient à convaincre ses parents de la laisser partir étudier l’anglais à la Sorbonne et réussit brillamment le certificat de l’Association phonétique internationale.
Elle épouse en juillet 1954 Gérard Walter, agrégé de physique et de chimie, qui collaborera avec elle à la rédaction de plusieurs ouvrages et dont elle a deux enfants, Isabelle (née en 1955) et Éric (dit Hector Obalk, né en 1960).
Sa rencontre avec le linguiste André Martinet est déterminante. Elle devient sa plus proche collaboratrice et anime dès 1966 un séminaire à l’École pratique des hautes études. Aujourd’hui, Henriette Walter est reconnue comme l’une des grandes spécialistes internationales de la phonologie, parle couramment six langues et en « connaît »[pas clair] plusieurs dizaines d’autres. Elle a également publié de nombreux ouvrages parmi lesquels Le Français dans tous les sens, L’Aventure des langues en Occident, Honni soit qui mal y pense, Arabesques – L’Aventure de la langue arabe en Occident, L’Étonnante Histoire des noms des mammifères, et La Mystérieuse histoire du nom des oiseaux, Deux mille mots pour dire le monde (2023). Elle déplore le mauvais usage du franglais.

## Publications

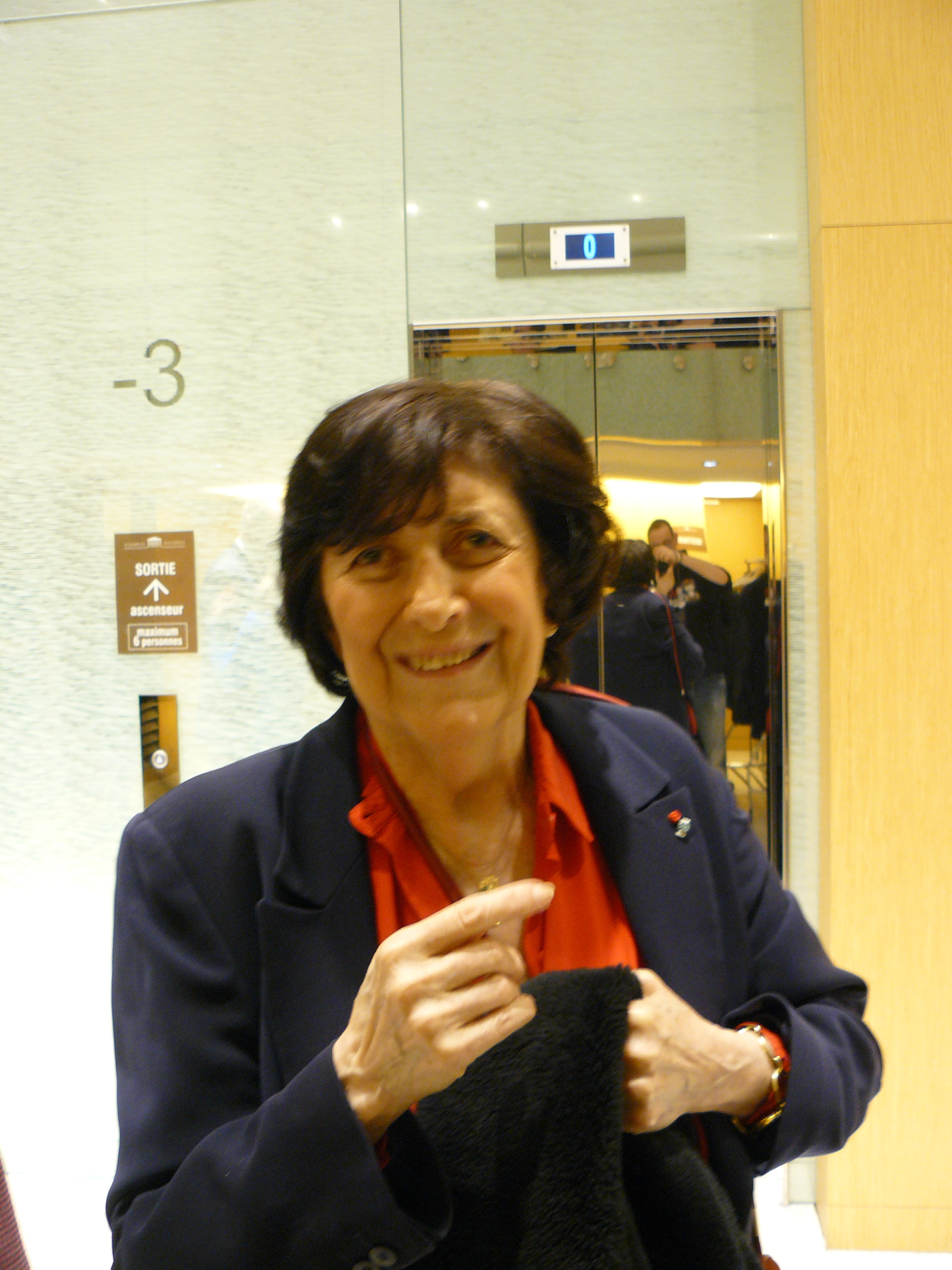
Henriette Walter aux Journées des dictionnaires 2015, à Paris.

- avec André Martinet, Dictionnaire de la prononciation française dans son usage réel, Paris, France-Expansion, 1973, 299732996 p. (OCLC 299732996, lire en ligne)
- La phonologie du français, vol. 18 : Le Linguiste, Presses universitaires de France, 1977, 162 p. (ISSN 0459-4576, lire en ligne)
- Le français dans tous les sens, préface d'André Martinet, Robert Laffont, 1988  (ISBN 2253140015) (Prix de l'Académie française[7]). Un livre accessible qui explique pourquoi l'orthographe du français est parfois compliquée, ce qui différencie un patois d'un dialecte ou d'une langue régionale, et une présentation des français parlés dans les différents pays francophones.
- Des mots sans-culottes, Robert Laffont, 1989  (ISBN 978-2-2210-5934-0).
- Le dictionnaire des mots d'origine étrangère (avec Gérard Walter), Larousse, 1991  (ISBN 978-2-0371-0227-8).
- L'aventure des langues en Occident - Leur origine, leur histoire, leur géographie (préface d'André Martinet), Robert Laffont, 1994  (ISBN 978-2-2210-5918-0) (prix spécial de la Société des gens de lettres et grand prix des lectrices de Elle) : une présentation accessible des différentes langues parlées en Europe, avec leur origine et leur évolution. Quelques exercices pour tester ses connaissances.
- L'aventure des mots français venus d'ailleurs, Robert Laffont, 1998  (ISBN 978-2-2210-8275-1) (Prix Louis Pauwels).
- Le français d'ici, de là, de là-bas, J.C. Lattès, 1998.
- Honni soit qui mal y pense, éd. Robert Laffont 2001 : les interactions entre français et anglais, pourquoi un étudiant anglais comprendra plus facilement l'ancien français que son homologue français.
- En collaboration avec Pierre Avenas, L'étonnante histoire des noms des mammifères, Robert Laffont 2003, repris en deux volumes de la collection « Points » sous les titres Chihuahua Zébu et Cie, 2007 (autour des mammifères familiers) et Bonobo, Gazelle et Cie, 2008 (autour des mammifères sauvages).
- En collaboration avec Bassam Baraké, Arabesques – L'aventure de la langue arabe en Occident, Robert Laffont/ Éditions du temps, 2006 (ISBN 978-2-2210-9806-6)
- Henriette Walter et Pierre Avenas, La Mystérieuse Histoire du nom des oiseaux : Du minuscule roitelet à l'albatros géant, Paris, Robert Laffont, 2007, 375 p. (ISBN 978-2-221-10835-2)
- Aventures et mésaventures des langues de France, Éditions du Temps, 2008.
- Gérard Walter et Henriette Walter, Les sciences racontées à ma petite-fille, Robert Laffont, 2009 (ISBN 978-2221112175)
- Henriette Walter et Pierre Avenas, La Fabuleuse Histoire du nom des poissons : Du tout petit poisson-clown au très grand requin blanc, Paris, Robert Laffont, 2011, 495 p. (ISBN 978-2-221-11356-1)
- Manifeste pour l'hospitalité des langues de Gilles Pellerin, Henriette Walter, Wilfried N'sondé, Boualem Sansal, Jean-Luc Raharimanana et Patrice Meyer-Bisch, ouvrage collectif, éditions la Passe du vent, L'instant même, 2012.
- Henriette Walter, « De la diversité phonologique à la dynamique dans les usages régionaux du français », Annales de Normandie, vol. 62, no 2,‎ 2012, p. 203–211 (ISSN 0003-4134, DOI 10.3917/annor.622.0203, lire en ligne, consulté le 11 décembre 2024).
- Minus, lapsus et mordicus : Nous parlons tous latin sans le savoir, Robert Laffont, 2014.
- Henriette Walter et Pierre Avenas, La majestueuse histoire du nom des arbres : Du modeste noisetier au séquoia géant, Paris, Robert Laffont, 2017, 564 p. (ISBN 978-2-221-13622-5).
- Deux mille mots pour dire le monde (livre numérique), Bouquins, coll. « Bouquins Essai », 2023 (ISBN 9782382921364 et 2382921366, OCLC 1422529442, lire en ligne).

## Distinctions
- Prix Richelieu-Senghor, 2009[8]
- Commandeur de l'ordre des Arts et des Lettres, 2009[9]
- Chevalière de la Légion d'honneur
- Prix Georges-Dumézil, 2023 pour Deux Mille Mots pour dire le monde